# Avia BH-25
Avia BH-25 byl československý jednomotorový dopravní dvojplošný letoun na civilní přepravu 5-6 cestujících. Tímto projektem inženýři Pavel Beneš a Miroslav Hajn (Avia, Miloš Bondy a spol., továrna na letadla, Praha-Holešovice) reagovali na požadavek Ministerstva veřejných prací.

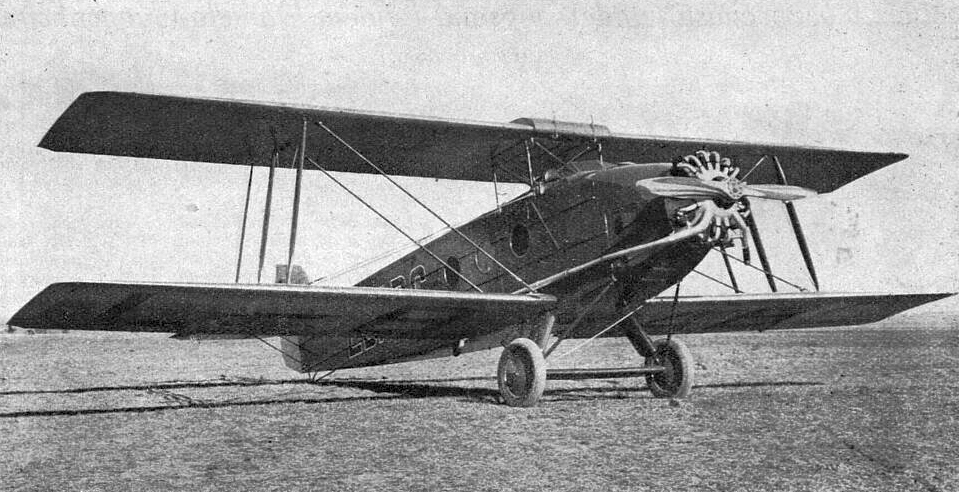
Avia BH-25J s imatrikulací L-BABC a motorem Walter Jupiter IV (1928)

## Vznik a vývoj
V roce 1925 vypsalo ministerstvo veřejných prací (MVP) soutěž na dopravní letoun, který by modernizoval park ČSA. Společnost Avia zareagovala celodřevěným strojem BH-25, který začala stavět koncem roku 1925. O dokončený letoun ČSA však neprojevily zájem, naopak zakoupily konkurenční Aero A-23. Letouny BH-25 potom provozovala Československá letecká společnost, jejímž hlavním akcionářem byly (vznik v roce 1927) Škodovy závody. 
První prototyp Avia BH-25L (L-BABA) vzlétl 17. července 1926 ve Kbelích, poháněný třířadovým 12válcem Lorraine-Dietrich 12Cc o 330 kW. Celkem bylo vyrobeno 12 kusů, z toho 6 jich sloužilo do roku 1931 u akciové Československé letecké společnosti s celkovým náletem 771 587 km, 6 letounů v Rumunsku u státní letecké společnosti SNNA (Serviciul National de Navigatie Aeriana). Rumunsko tyto letouny zakoupilo v roce 1928 po úspěšném předvedení v Bukurešti. Dodány byly dvěma skupinovými přelety, vždy po třech letounech.
Rumunsko si objednalo tyto letouny v roce 1927, které následující rok obdrželo tyto stroje s původními francouzskými motory Gnome-Rhône 9Ady Jupiter o výkonu 330 kW. Pro přelet do Rumunska jim přidělilo ministerstvo veřejných prací imatrikulace L-BITA, -BIXA, -BIBI, -BOUI, -BOVA a -BENO, které pak byly v místě působení změněny na C-RITA, -RIXA atd. Se změnou vlastníka v roce 1930 na Aviation Civile/LARES a po přeznačení civilních letadel v rejstříku pak nesly značky CV-ADI, -ANA, -AUP a -AVA. Dolétaly s opět změněnou imatrikulací (1936) YR-AAA, -AAB atd.

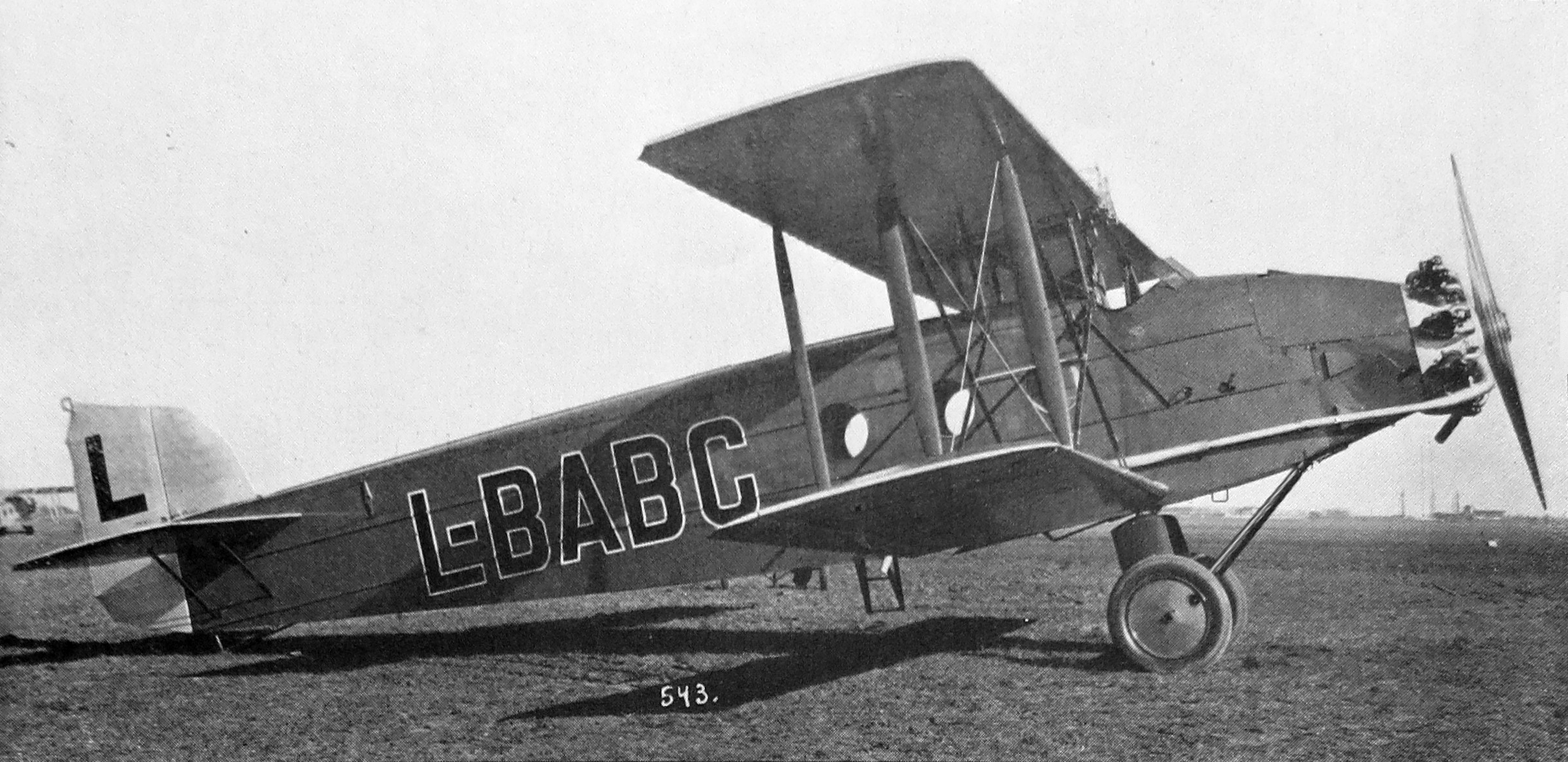
Avia BH-25J s motorem Jupiter IV

## Popis letounu
Avia BH-25J byl vzpěrový dvouplošník osazený licenčním motorem Walter Jupiter IV a nebo originálem Gnome-Rhône 9Ady Jupiter. Křídlo vyrobené ze dřeva bylo potaženo plátnem. Horní křídlo mělo menší rozpětí než spodní. Stejně ze dřeva byl vyroben stabilizátor. Pohyblivé ocasní plochy měly svařovanou kostru z oceli a plátěný potah. Obdobně ze dřeva byl vyroben trup letounu, ten byl potažen překližkou. Krycí plechy motoru byly z duralu. Piloti seděli v otevřeném kokpitu na hřbetu trupu. Vlastní kabina, do které se vstupovalo dveřmi na levé straně, byla uvnitř trupu. Pasažéři seděli v proutěných sedadlech. Letoun měl pevný, dvoukolový odpérovaný podvozek ostruhového typu.
Letoun s motorem Walter Jupiter byl lehčí, takže bylo možné vzít do prostorné kabiny dokonce šest cestujících. Přepracovány byly také kýlové plochy, letoun dostal klasickou směrovku a výškovku, původní byly totiž menší, což činilo problémy s pilotáží, zvláště při turbulencích.

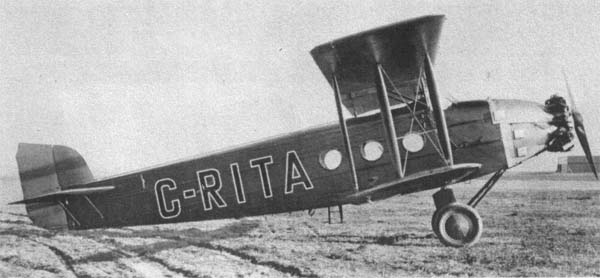
Rumunská Avia BH-25 (C-RITA)

## Použití
První prototyp BH-25L Československá letecká společnost (ČLS) nasadila v březnu 1927 na části své linky Praha - Drážďany - Berlín a Praha - Bern - Vídeň (L-BABA/OK-ABC). Současně s ním byly nasazeny nové letouny s motory Walter Jupiter IV, jejichž využití doporučilo MVP již v průběhu soutěže, a byla zahájena pravidelná mezinárodní, letecká doprava ryze československým letadlem do uvedených míst. Následujících pět objednaných sériových strojů mělo nainstalovanou pohonnou jednotku Walter Jupiter IV o výkonu 330 kW a neslo typové označení Avia BH-25J (L-BABB až -BABF). Nový lehčí motor Jupiter výrazně snížil hmotnost letounu, což umožnilo zvýšit počet pasažérů na šest. Motor Jupiter IV obdržel později i prototyp.
Další trasou, kde byl letoun ČLS využíván, byla linka Praha - Mariánské Lázně - Kassel - Rotterdam. V dalších letech postupně přibyly nové spoje, či se stávající rozšiřovaly o nová mezipřistání a prodlužovaly se. V únoru 1931 nově dojednaná letecká dohoda s Německem umožnila otevřít ČLS linku Praha - Mnichov - Curych, jež byla provozována v poolu se Swissair. Linka Mariánské Lázně - Lipsko/Halle měla nově mezipřistání v Karlových Varech, kde bylo otevřeno nové letiště a z Rotterdamu se pokračovalo do Amsterodamu. Amsterodam se pak stal stěžejní zahraniční stanicí ČLS, společnost úzce spolupracovala s nizozemskými KLM.
V květnu 1929 havaroval stroj s imatrikulací L-BABD (výr. č. 4) v Německu poblíž Kasselu. Ve špatných povětrnostních podmínkách narazil letoun do zalesněného kopce, 3 osoby na palubě zahynuly (pilot, mechanik a jeden cestující). Letoun byl 7. června 1929 úředně zrušen. Ostatní letouny nesly od roku 1930 nové poznávací značky OK-ABA (výr. č. 1) až -ABF (výr. č. 6). Letouny BH-25 s ČLS létaly převážně na lince Praha-Rotterdam. 
Stroj L-BACC/OK-ABC (výr. č. 3) imatrikulovaný 5. března 1928 přešel k Baťově letecké společnosti, z leteckého rejstříku byl vymazán 28. února 1933. Letoun imatrikulovaný OK-ABF (výr. č. 6) pak během roku 1933 sloužil u Aeroklubu Vysokoškolského sportu, než byl 14. října vymazán z rejstříku.

## Varianty
- BH-25L, prototyp s motorem  Lorraine-Dietrich 12Cc, dodatečně obdržel motor Walter Jupiter IV i prototyp, 1 letoun[10]
- BH-25J, sériový letoun pro ČLS s motorem Walter Jupiter IV, 5 letounů
- BH-25J, sériový letoun pro Rumunsko s motorem Gnome-Rhône 9Ady Jupiter, 6 letounů

## Specifikace (BH-25J)
Údaje podle

### Technické údaje
- Osádka: 2 (pilot a kopilot)
- Kapacita: 6 cestujících
- Rozpětí: 15,30 m
- Délka: 12,85 m
- Nosná plocha: 62,50 m2
- Prázdná hmotnost: 1 800 kg
- Vzletová hmotnost: 2 900 kg
- Pohonná jednotka: 1 × vzduchem chlazený devítiválcový hvězdicový motor Walter Jupiter IV
  - nominální výkon: 308 kW (420 k) při 1750 ot/min
  - maximální, vzletový výkon: 330 kW (450 k) při 1850 ot/min
- Vrtule: pevná, dvoulistá, dřevěná

### Výkony
- Maximální rychlost: 185 km/h
- Cestovní rychlost: 165 km/h
- Dostup: 4 000 m
- Stoupavost: výstup do výše 2 000 m za 17 minut
- Dolet: 600 km